# Geodezyjny Instytut Naukowo-Badawczy
Geodezyjny Instytut Naukowo-Badawczy – jednostka organizacyjna Rządu istniejąca w latach 1945–1961, powołana z zadaniem organizowanie i wykonywanie prac naukowo-badawczych w zakresie geodezji dla potrzeb gospodarki narodowej oraz naukowe racjonalizowanie i unowocześnianie metod wykonawstwa.

## Powołanie Instytutu
Na podstawie zarządzenia Prezesa Rady Ministrów z 1945 r. o organizacji Geodezyjnego Instytutu Naukowo-Badawczego ustanowiono Instytut, mający związek z dekretem z 1945 r. o pomiarach kraju i organizacji miernictwa. W drugim zarządzeniu Prezesa Rady Ministrów z 1952 r. w sprawie dostosowania organizacji Geodezyjnego Instytutu Naukowo-Badawczego do przepisów  ustawy 1951 r. o tworzeniu instytutów naukowo-badawczych dla potrzeb gospodarki narodowej nadano Instytutowi statut. 
Zwierzchni nadzór nad instytutem sprawował Prezes Rady Ministrów przez Prezesa Głównego Urzędu Pomiarów Kraju.

## Zadania Instytutu
Zadaniem instytutu było organizowanie i wykonywanie prac naukowo-badawczych, a w szczególności do zadań instytutu należało:
- prowadzenie prac naukowo-badawczych, dotyczących geodezyjnych pomiarów podstawowych, fotogrametrii, kartografii, astronomii praktycznej, pomiarów szczegółowych, specjalnych, podstawowej sieci grawimetrycznej oraz sieci magnetycznej;
- prowadzenie pomiarów z dziedziny astronomii praktycznej, specjalnych pomiarów badawczych dla potrzeb gospodarki narodowej, podstawowych pomiarów grawimetrycznych i magnetycznych oraz ich aktualizacja;
- dążenie do stałego postępu w wykonywaniu pomiarów geodezyjnych i geofizycznych oraz udzielanie pomocy naukowo-technicznej instytucjom, przodującym praktykom i racjonalizatorom w zakresie geodezji;
- popularyzowanie wyników przeprowadzonych badań i współdziałanie w ich wykorzystaniu;
- opracowywanie i redagowanie publikacji naukowych, wchodzących w zakres prac instytutu, oraz współpraca w tej dziedzinie z zainteresowanymi instytucjami;
- utrzymywanie łączności z odpowiednimi organizacjami i instytucjami w kraju i za granicą i wykorzystywanie ich doświadczeń;
- branie udziału w reprezentowaniu Polski w międzynarodowych organizacjach geodezyjno-geofizycznych;
- organizowanie konferencji i zjazdów naukowych, wykładów, odczytów, wystaw;
- współdziałanie z zakładami szkół wyższych i innymi, instytucjami w pracach naukowo-badawczych oraz w przygotowaniu i doskonaleniu nowego typu kadr naukowych.

## Kierowanie Instytutem
Na czele instytutu stał dyrektor, który kierował samodzielnie działalnością instytutu i był za nią odpowiedzialny. Dyrektor zarządzał instytutem przy pomocy dwóch zastępców. Zastępcy mieli przydzielony sobie zakres prac, za który odpowiadali przed dyrektorem. Dyrektora i jego zastępców powoływał i odwoływał Prezes Rady Ministrów na wniosek Prezesa Głównego Urzędu Pomiarów Kraju.
Do zakresu działania dyrektora należało w szczególności:
- kierowanie całością prac naukowo-badawczych i organizacyjno-administracyjnych instytutu;
- przedkładanie Radzie Naukowej do zaopiniowania projektów planów prac oraz preliminarzy dochodów i wydatków instytutu;
- przedstawianie Prezesowi Rady Ministrów przez Prezesa Głównego Urzędu Pomiarów Kraju do zatwierdzenia planów prac oraz preliminarzy dochodów i wydatków;
- tworzenie w ramach instytutu, za zgodą Prezesa Głównego Urzędu Pomiarów Kraju, zakładów badawczych i doświadczalnych oraz pracowni;
- zwoływanie konferencji i zjazdów naukowych;
- przedstawianie Prezesowi Rady Ministrów przez Prezesa Głównego Urzędu Pomiarów Kraju sprawozdań z działalności instytutu.

## Rada Naukowa
Przy instytucie działa Rada Naukowa. Rada Naukowa składała się z przewodniczącego, jego zastępcy oraz co najmniej 9 członków, powoływanych na okres lat 3 spośród przedstawicieli nauki i znawców zagadnień, wchodzących w zakres działania instytutu. Przewodniczącego, jego zastępcę oraz członków Rady Naukowej powoływał Prezes Rady Ministrów na wniosek Prezesa Głównego Urzędu Pomiarów Kraju. Dyrektor i pracownicy instytutu nie mogli wchodzić w skład Rady.
Do zakresu działania Rady Naukowej należało:
- inicjowanie prac naukowo-badawczych;
- opiniowanie planów prac oraz preliminarzy dochodów i wydatków instytutu;
- wypowiadanie się w sprawach dotyczących organizacji instytutu;
- rozpatrywanie innych spraw na zlecenie Prezesa Rady Ministrów, Prezesa Głównego Urzędu Pomiarów Kraju lub na wniosek przewodniczącego Rady.

## Organizacja Instytutu
Komórki organizacyjne instytutu dzieliły się na naukowe i usługowe.
Komórki naukowe realizowały zasadnicze zadania instytutu, określone w statucie. Komórki usługowe wykonywały funkcje pomocnicze w stosunku do komórek naukowych, 
Organizacja wewnętrzna instytutu przedstawiała się  następująco:
- Starszy Planista,
- Sekcja Budżetowo-Gospodarcza,
- Działowy Ośrodek Dokumentacji Naukowo-Technicznej i Biblioteka,
- Zakład Geodezji,
- Zakład Geofizyki,
- Zakład Fotogrametrii,
- Zakład Astronomii,
- Zakład Pomiarów Odkształceń,
- Zakład Kartografii,
- Dział Organizacji Pracy i Analizy Procesu Geodezyjnych.

Instytut prowadził zakłady naukowo-badawcze i doświadczalne, pracownie pomocnicze oraz zespoły dla prac terenowych.

## Zniesienie Instytutu
Na podstawie zarządzenia Przewodniczącego Komitetu Pracy i Płac z 1961 r. w sprawie ustalenia wykazu instytutów naukowo-badawczych uważanych za instytuty techniczne zlikwidowano Instytut.